# Großmundschenk von Frankreich
Der Großmundschenk von Frankreich  (französisch Grand bouteiller de France) war eines der vier ältesten Großkronämter Frankreichs im Mittelalter und während des Ancien Régime. Der Amtsinhaber erhielt ab dem Tag der Amtseinführung einen erblichen Adelstitel ersten Grades (Adelung durch ein Staatsamt). Die Ursprünge gehen bis in die merowingische Ära zurück.
Der Großmundschenk hatte den Keller, d. i. den Wein- und später auch den Spirituosenkeller des Monarchen als Aufgabenbereich, weswegen er im deutschsprachigen Raum auch Kellermeister tituliert wurde (Titel des Reichskellermeister, -mundschenks oder -butigler), dazu die Oberaufsicht über die Weinberge und den Weinhandel. Er hatte stets für volle Fässer und ausreichend Vorrat der gewünschten Getränke zu sorgen, überwachte auch das Servieren und Kredenzen an der königlichen Tafel. Später war er auch Bewahrer des Staatsschatzes (Trésor Royal), also Kronschatzmeister und oberster Finanzbeamter, zusammen mit dem Großkämmerer von Frankreich. Das Amt war am französischen Königshof nicht durchgehend in der Liste der Großämter der Krone vertreten. Das bedeutete, dass der König zwar einen Mundschenk hatte, dessen Befugnisse aber auf die ursprünglichen Tätigkeiten reduziert, und das Amt nicht erblich war. Vom französischen Begriff bouteiller = dt. (wörtlich) "Flaschner" von neulat. "buticularius" = Schenk  und buticula = Flasche zur Karolingerzeit leitet sich der heutige englische Begriff "butler" über die irische Familie le Botiler ab, die das Amt des Mundschenks dort über Generationen ausübte (Theobald Le Botiler oder Butler, Großmundschenk von Irland (eng. Chief Butler of Ireland) unter König Heinrich II. 1177; Namensvariationen: "Botelere", "Butelere", "Buteller", "Botyler", "Bottler").